# Ptilinopus jambu
Ptilinopus jambu é uma espécie de ave pertencente à família dos columbídeos. Pode ser encontrada no sul da Tailândia, Malásia, Brunei e nas ilhas indonésias de Kalimantan, Sumatra e Java.
Seu nome popular em língua inglesa é Jambu fruit dove.